# Dagobert Sigmund von Wurmser

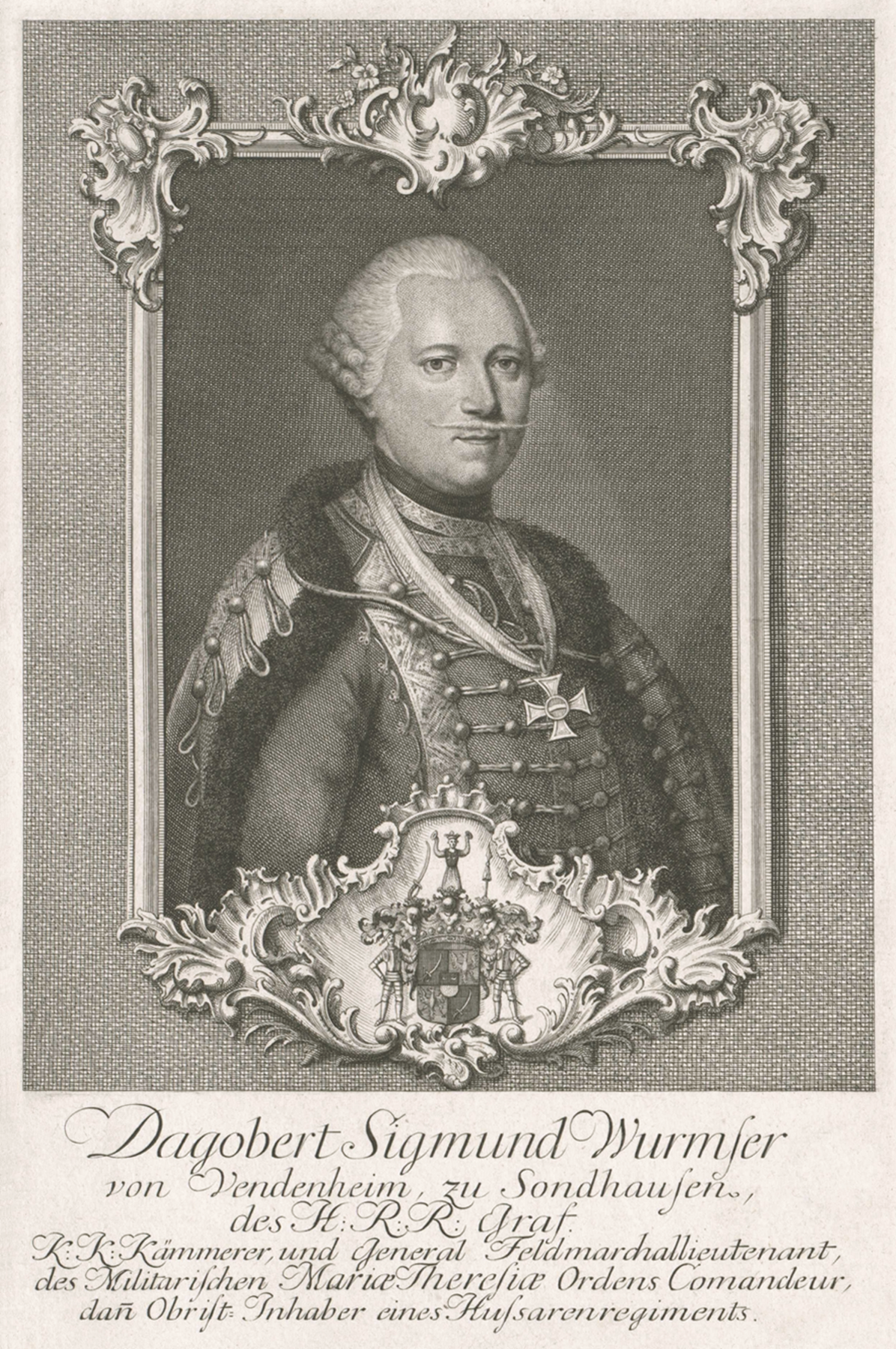
Graaf Dagobert Sigismund von Wurmser met de Orde van Maria Theresia om de hals

Graaf Dagobert Sigismund Wurmser von Vendenheim zu Sundhausen (Straatsburg, 7 mei 1724 – Wenen, 22 augustus 1797) was een veldmaarschalk van het keizerrijk Oostenrijk, die onder meer tegen Napoleon Bonaparte vocht.

## Afkomst
Graaf Dagobert Sigismund Wurmser von Vendenheim zu Sundhausen werd te Straatsburg in de Elzas - toen deel van Koninkrijk Frankrijk - geboren als zoon van de welgestelde Frantz Jacob Wurmser von Vendenheim zu Sundhausen. Hij werd gedoopt in de protestantse kerk van Sint-Nicolaas.

## Silezische Oorlogen
Hij ging bij het Frans leger, viel met hertog Charles Louis Auguste Fouquet de Belle-Isle Bohemen binnen en vocht als officier bij de cavalerie in de Silezische oorlogen onder bevel van maarschalk Charles de Rohan-Soubise. In 1747 werd hij kapitein in de cavalerie.

## Zevenjarige Oorlog
In 1750 week zijn vader uit naar Oostenrijk. Wurmser ging mee en ging bij het Oostenrijks leger. Hij vocht tegen de Pruisen in de laatste jaren van de Zevenjarige Oorlog (1756-1763) en kreeg van keizer Frans I Stefan het staatsburgerschap.

## Huwelijk
Op 15 januari 1761 huwde hij te Vendenheim met Sophia Henrietta Rosina Juliana von und zu der Thann. Ze kregen drie kinderen:
- Henrietta Theresia (1763–1763)
- Henriette Dorothea (8 april 1767 - 1 december 1827)
- Christian (1768–1844)

Op 27 juni 1772 stierf zijn echtgenote in het kraambed en werd begraven te Michelsdorf.

## Beierse Successieoorlog
In de lente van 1778 bewaakte Wurmser met het 30e regiment huzaren in het noorden van Bohemen de grens met Saksen en Silezië. Begin juli stak de Pruisische generaal Johann Jakob von Wunsch de grens met Bohemen over bij de versterkte stad Náchod, maar de huzaren dreven hem terug.
In de zomer dekten de huzaren van Wurmser de linkerflank van het hoofdleger dat ingegraven lag in de hoogten boven Jaroměř in een linie van drie redoutes diep, 15 km langs de rivier tot Königgrätz.
In oktober trok Keizer Jozef II net als Frederik II van Pruisen zijn leger grotendeels terug uit Bohemen onder bedreiging van Catharina II van Rusland. Wurmser bleef met een kleine macht van huzaren en dragonders in de winter als beveiliging tegen Pruisische indringing in Bohemen.
Op 21 oktober 1778 kreeg Wurmser de Orde van Maria Theresia voor zijn succes tegen de Pruisen.
In januari 1779 trok Wurmser met vijf colonnes in het graafschap Glatz. Onder dekking van een tweede colonne, bestormde een eerste colonne onder leiding van kolonel Carlo Pallavicini Habelschwerdt en nam prins Adolf (Hessen-Philippsthal-Barchfeld) gevangen met zijn 700 man, drie kanonnen en zeven vlaggen. Wurmser bestormde met de derde colonne de Zweedse blokhut van Oberschwedeldorf. Wurmser liet zowel Halberschwerdt als Oberschwedeldorf afbranden. Generaal-majoor baron Ludwig von Terzi joeg met de vierde en vijfde colonnes de ontzettingsmacht terug en nam 300 Pruisen gevangen. Wurmser hield zijn stelling in Rückersdorf en Reinerz. Zijn voorhoede bereikte de rand van Glatz en bestreek de Silezische grens tot bijna Schweidnitz.

## Oostenrijks-Turkse Oorlog
In 1787 na het Verdrag van Teschen werd Wurmser generaal van de cavalerie met posten te Wenen, Bohemen en Galicië. In de Oostenrijks-Turkse oorlog van 1787–1791 was hij opperbevelhebber in de Balkan.

## Eerste Coalitieoorlog
In 1790 volgde keizer Leopold II zijn broer Jozef op en in 1791 was hij bezorgd voor zijn zuster, koningin Marie Antoinette van Oostenrijk van Frankrijk en haar kinderen. In augustus 1791 stelde hij samen met Frederik Willem II van Pruisen de Verklaring van Pillnitz op, waarin ze zich als Europese monarchen solidair verklaarden met koning Lodewijk XVI van Frankrijk en zijn familie, en dreigden met ernstige gevolgen als iets zou gebeuren met de koninklijke familie.
Op 20 april 1792 verklaarde de Franse Nationale Conventie de oorlog aan Oostenrijk, dit is de Eerste Coalitieoorlog.

### Rijnveldtocht 1793–1794

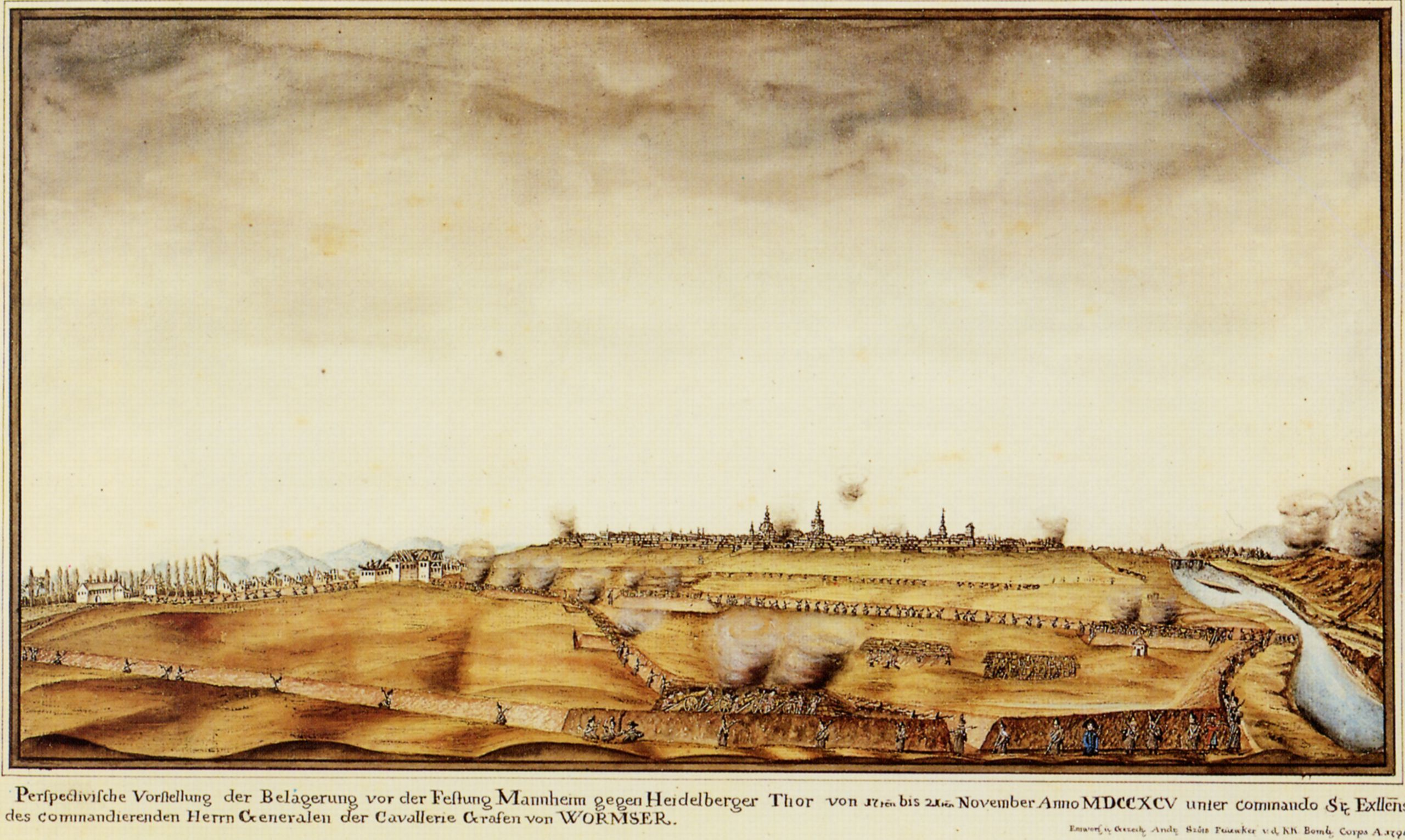
Het beleg van Mannheim

Van februari 1793 tot januari 1794 voerde Wurmser het bevel over het keizerlijk leger van de Rijn. Op 13 oktober 1793 bestormde hij de strategische Franse linies van Lauterbourg en Wissembourg op de zuidelijke oever van de Lauter. Jean Victor Marie Moreau voerde het Frans opperbevel en brigadegeneraal Illier beschikte over drie bataljons voetvolk, zes eskadrons ruiterij en tien kanonnen. De stelling liep van Lauterbourg naar Saarbrücken. Het westelijk deel van Lauterbourg tot Wissembourg was verdedigd door de linie van Wissembourg Het leger van de Rijn lag ook te Saarbrücken en het korps van de Vogezen verbond beide met kampen te Hornbach en Kettrichhof.
Op 20 augustus viel Wurmser aan met de vierde colonne van veldmaarschalk Kavanagh met troepen uit Hessen en Oostenrijk en een bataljon Franse uitwijkelingen en een Jager te paard uit Hessen doodde generaal Illier. Drie officieren en 100 man werden gevangen genomen. De aanvallen op de linies van Wissembourg duurden 45 dagen.
Wurmsers leger van 33.599 man voetvolk en 9635 ruiters viel de linies aan in augustus en september en de Fransen trokken terug achter hun aarden wallen. Toen de Pruisische versterkingen vanuit Pirmasens aankwamen, groepeerde Wurmser zijn leger in zeven colonnes. In de Eerste slag bij Wissembourg op 13 september 1793 brak Wurmser door de verdediging.
Hij won tegen Adam-Philippe de Custine de slag bij Rohrbach op 29 juni, bij Germersheim op 5 juli en bij Essingen op 27 juli en vertraagde zo de Franse opmars om Mainz te ontzetten. Hij versloeg Jean-Charles Pichegru in de slag bij Bienwald op 23 augustus.
Met steun van hertog Karel Willem Ferdinand van Brunswijk-Wolfenbüttel heroverde hij op 13 oktober Lauterbourg en Wissembourg. Tegen eind december moest hij zich terugtrekken over de Rijn en in januari 1794 werd hij uit zijn bevel ontheven.
In augustus 1795 nam hij zijn functie van hoofd van de Generale staf van het leger van de Boven-Rijn weer op en hij versloeg de Fransen in de Slag bij Mannheim op 18 oktober, nam hij generaal Nicolas Charles Oudinot gevangen en heroverde op 22 november 1795 de stad Mannheim.

### Italiaanse Veldtocht

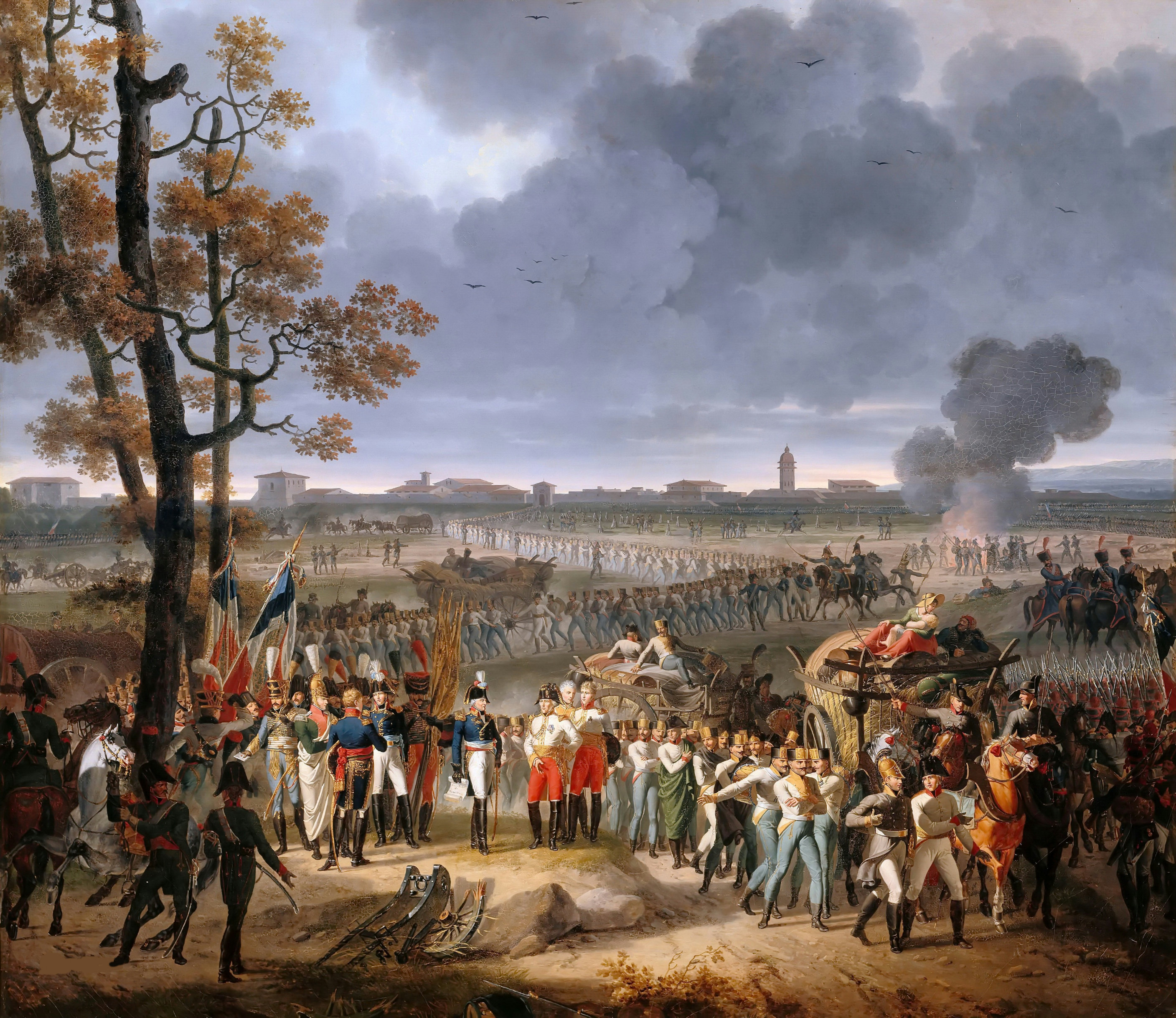
Wurmser geeft zich over aan Sérurier te Mantua op 2 februari 1797

Eind juni 1796 werd Wurmser naast generaal Jean-Pierre de Beaulieu aan het hoofd geplaatst van het leger in Italië - toen deel van Oostenrijk - tegen de Italiaanse Veldtocht van 1796-1797 van Napoleon Bonaparte. Om hem te bestrijden gaven de Fransen van 29 juli tot 12 augustus tijdelijk het beleg van Mantua op.
In juni 1796 stak Wurmser met 25.000 man van het leger van de Boven-Rijn de Alpen over naar Noord-Italië. Bij Trentino vervoegde hij de resten van het verslagen leger van Beaulieu en rukte in drie colonnes op naar Mantua.
Op 26 december 1796 sloeg Wurmser in de Tweede Slag bij Wissembourg een Franse tegenaanval op de linies af.
De voorste colonne onder bevel van Peter Vitus von Quosdanovich trok naar het Gardameer. Een kleinere verkenningseenheid onder bevel van Johann von Klenau trok over de Alpen naar Brescia en verraste rond middernacht het Franse garnizoen van 700 man daar en nam de generaals Jean Lannes, Joachim Murat en François Étienne de Kellermann gevangen.
Klenau trok zich op 1 augustus terug uit Brescia toen Napoleon Bonaparte aankwam met 12000 man. In de slag bij Lonato van 2 tot 3 augustus 1796 dreven de Fransen ook Quosdanovich terug naar het Gardameer. Bonaparte concentreerde nu zijn leger op de hoofdmacht van Wurmser bij Castiglione delle Stiviere en dreef hem in de Slag bij Castiglione over de Mincio, zodat hij het beleg van Mantua kon verderzetten.
Op 8 september won Bonaparte de slag bij Bassano en de Oostenrijkers vluchtten en verloren 600 doden en gewonden, 2000 krijgsgevangenen, 30 kanonnen, 8 vlaggen en 200 wagens.
Wurmser vocht zich een weg naar het belegerde Mantua en leverde op 15 september de Slag bij La Favorita. Wurmser moest zich in het belegerde Mantua terugtrekken en zat er van 15 september tot l 2 februari 1797 vast in de belegerde stad.
In de Slag bij Rivoli 48 km ten noorden van Mantua op 14 en 15 januari 1797 versloegen 22.000 Fransen een ontzettingsmacht van 28.000 Oostenrijkers. Wurmser stuurde daarop Johann von Klenau om met de Franse generaal Jean-Mathieu-Philibert Sérurier te onderhandelen over overgave. Wurmser mocht Mantua eervol verlaten met zijn mannen en terugkeren naar Oostenrijk mits ze op erewoord een jaar lang niet tegen Frankrijk zouden vechten.

## Hongarije
Terug in Wenen gaf Keizer Frans II hem op 21 april 1797 het bevel over het Koninklijk Hongarije (1526-1867) - toen deel van Oostenrijk - maar Wurmser overleed voor hij die post kon opnemen.

## Reputatie

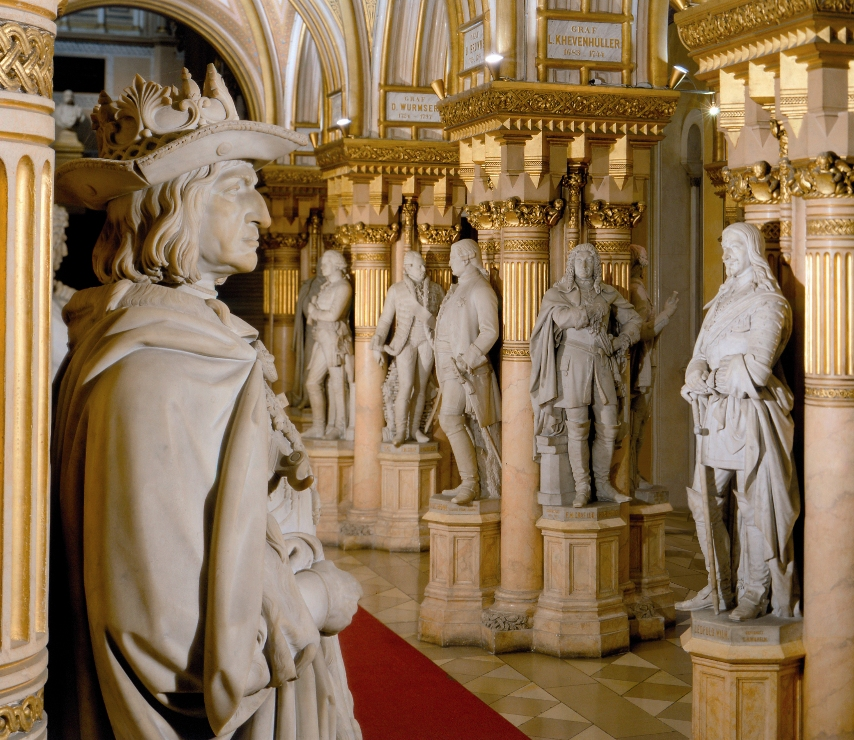
De standbeelden van veldheren in het Heeresgeschichtliches Museum

Josef Radetzky von Radetz, die vanaf 1795 onder hem diende, beschreef hem als “zwijgzame grijsaard, doof, oud en zonder wil”
Keizer Frans Jozef I van Oostenrijk nam hem op 28 februari 1863 op in de lijst van beroemdste, voor altijd als voorbeeld waardige krijgsheren en veldheren van Oostenrijk.
De keizer onthulde zelf in 1867 een levensgroot standbeeld uit carraramarmer door Angelo Malgrati in de veldherenhal van het Heeresgeschichtliches Museum.
In 1894 werd te Wenen de Wurmsergasse naar hem genoemd.
- Bibliothèque nationale de France: cb14955962j (data)
- Gemeinsame Normdatei: 117358495
- International Standard Name Identifier: 0000 0000 1337 5769
- Nationale Bibliotheek van Tsjechië: mzk2016930083
- Nationale Bibliotheek van Polen: a0000002066094
- Système universitaire de documentation: 092128432
- Virtual International Authority File: 15544221
- WorldCat: E39PBJbCGqGQvjFb4PHdFmBpT3